# Ернст Тельман
Ернст Тельман (нім. Ernst Thälmann (називаний також нім. Teddy — ведмежатко); 16 квітня 1886, Гамбург — 18 серпня 1944, концентраційний табір Бухенвальд) — лідер німецьких комуністів, один з головних політичних опонентів Гітлера.

## Життєпис
Народився 16 квітня 1886 року в Гамбурзі. Його батько Йоганес Тельман (якого називали також Ян; * 11 квітня 1857; † 31 жовтня 1933) був батраком із Гольштейну. Ще замолоду Йоганес переїхав до Гамбурга, де у 1884 р. одружився з Марією-Магдаленою (до шлюбу нім. Kohpeiss; * 8 листопада 1857; † 9 березня 1927).
З 14 років працював пакувальником, візником, портовим робітником, вантажником у гавані, потім був корабельним юнгою і помічником кочегара. Потрапивши до США, працював сільськогосподарським робітником на фермі.
З 1912 року очолював профспілку транспортних робітників Гамбурга. У Першу світову війну служив в артилерії. В кінці 1917 року вступив в Незалежну соціал-демократичну партію. У 1919 році став главою гамбурзької міської організації партії. У 1920 році приєднав організацію до комуністичної партії Німеччини (КПН). З 1922 року член ЦК компартії Німеччини. Під його керівництвом було підняте Гамбурзьке повстання в 1923 році. З 1924 року голова ЦК компартії Німеччини. У 1925 році обраний депутатом рейхстагу. Керував бойовим крилом КПН — організацією Рот Фронт.
Після підпалу будівлі Рейхстагу в ніч з 27 на 28 лютого 1933 року в Німеччині почалися арешти комуністів. 5 березня 1933 року Тельман був заарештований і утримувався за наказом Гітлера в одиночному ув'язненні. Суду над Тельманом не було (після провалу суду над Георгієм Димитровим нацисти уникали публічних процесів над політичними супротивниками). У серпні 1944 року Тельман був переведений у концтабір Бухенвальд, де і був розстріляний 18 серпня 1944 року за прямою вказівкою Гітлера і Гіммлера (гітлерівці подавали неправдиву версію про загибель Тельмана під час повітряного нальоту на Бухенвальд).

## Нагороди
- Залізний хрест 2-го класу
- Ганзейський Хрест (Гамбург)
- Нагрудний знак «За поранення» в чорному